# Kondratjew-Preis
Der Kondratjew-Preis (russisch Премия имени Н. Д. Кондратьева) wurde nach dem russischen Wirtschaftswissenschaftler Nikolai Dmitrijewitsch Kondratjew benannt. Seit 1992 wird er in unregelmäßigen Abständen für herausragende Arbeiten auf dem Gebiet der allgemeinen Wirtschaftstheorie vergeben.

## Preisträger
- 1992: Gennadi Markowitsch Chenkin und Wiktor Mejerowitsch Polterowitsch
- 1998: Konstantin Kurtowitsch Waltuch
- 2004: Leonid Iwanowitsch Abalkin
- 2010: Nikolai Iwanowitsch Komkow
- 2019: Abel Gesewitsch Aganbegjan
- 2022: Wladimir Iwanowitsch Majewski, Sergei Jurjewitsch Malkow und Alexander Alexandrowitsch Rubinstein